# Квядяришке
Квядяришке (лит. Kvederiškė) — село в восточной части Литвы. Входит в состав Швенченеляйского староства Швянчёнского района. По данным переписи Литвы 2011 года, население Квядяришке составляло 36 человек.

## История
В 1970-х годах через село проходила узкоколейная железная дорога Паневежис — Поставы. В Квядяришке была первая остановка пассажирского поезда на участке Швенчёнеляй — Швенчёнис.

## География
Село расположено в центральной части района. Расстояние до Швянчёниса — 11 км, до Швенчёнеляя — 3,3 км. Ближайшие села: Трудай, Сутре и Межёнеляй.

## Население
| 1905                           | 1931 | 1959 | 1970 | 1979 | 1989 | 2001 | 2011 |
| ------------------------------ | ---- | ---- | ---- | ---- | ---- | ---- | ---- |
| 62                             | 69   | 42   | 63   | 51   | 52   | 36   | 48   |
| Гистограмма динамики населения |      |      |      |      |      |      |      |